# سلوانس

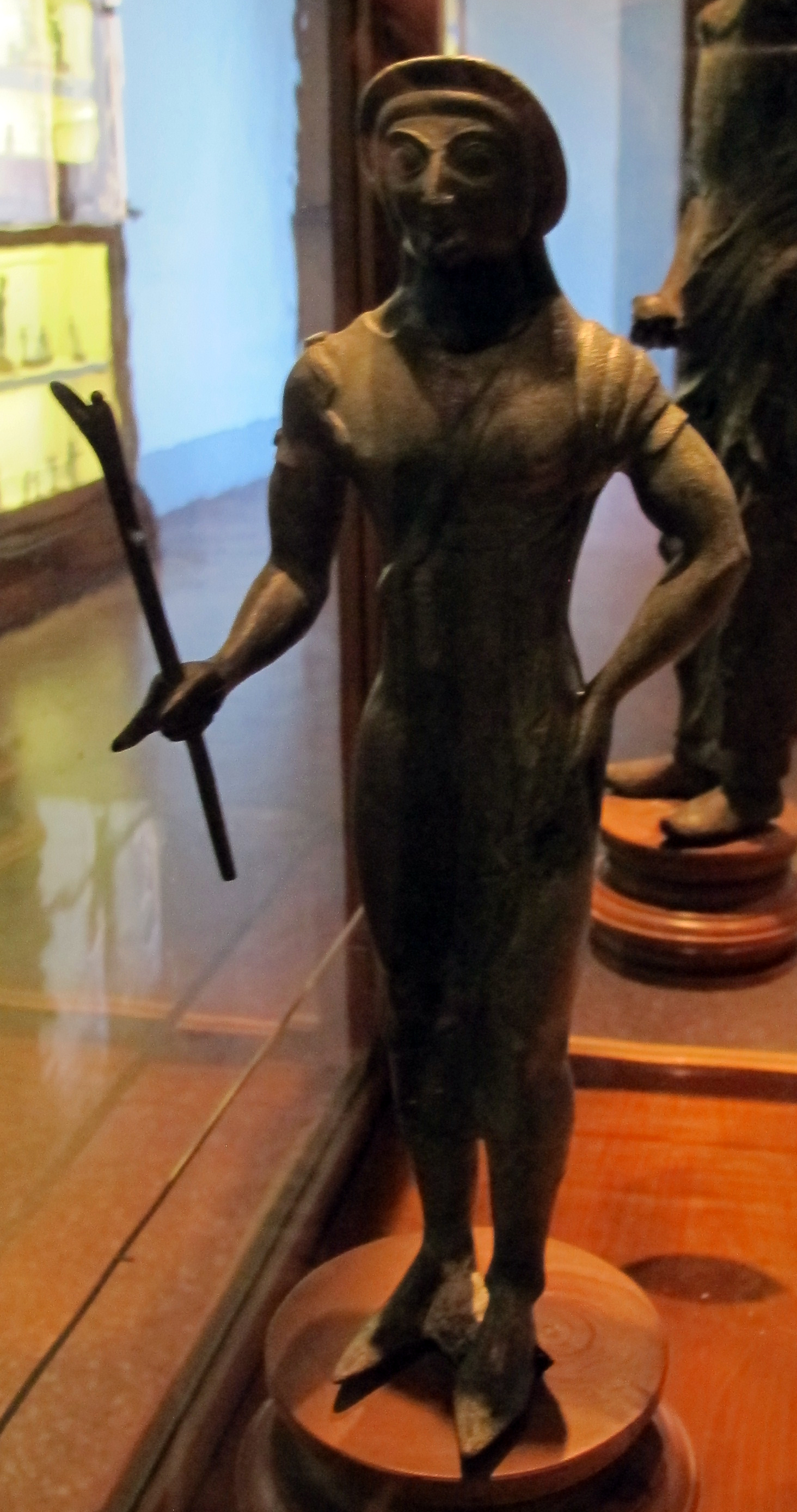
مجسمه برنزی سلوانس در موزه ملی باستان شناسی فلورانس

سلوانس، در اساطیر اتروسکی خدای سرزمین‌های جنگلی بود. وی، هم ریشه با سیلوانوس، ایزد رومی محسوب می‌شد. نام او بر کبد پیاسنزا، که یک مدل برنزی از کبد گوسفند بود که در مناسک خاص فالگیری و پیشگویی کاربرد داشت، ذکر شده‌است.